# Haha o kowazuya
Haha o kowazuya (母を恋はずや, Haha o kowazuya, lit. "eu devo amar minha minha mãe") (bra: Uma Mãe Deve ser Amada)é um filme japonês de 1934 dirigido por Yasujirō Ozu, cujos conjuntos das primeiras e últimas cenas foram perdidas. Ozu queria chamar o filme de Tokyo Twilight, mas os executivos do estúdio preferiram um título que fizesse referência à maternidade, um tema popular no cinema japonês na época do lançamento.
O filme conta a relação desesperadora de uma mãe e seus dois filhos após a morte do pai da família. Ozu disse uma vez que se lembrava de ter feito esse filme "não porque fosse bom, mas porque meu pai morreu enquanto eu o fazia".

## Sinopse
Kajiwara (Yukichi Iwata) promete a seus dois filhos, Sadao e Kosaku, uma viagem de fim de semana à praia. Mais tarde naquele dia, sua esposa, Chieko (Mitsuko Yoshikawa), recebe um telefonema informando que seu marido desmaiou no trabalho.
Após o funeral de Kajiwara, o amigo de seu falecido marido, Okazuki, visita Chieko, pedindo-lhe que continue a criar o filho mais velho, Sadao, como se ele fosse seu. É revelado que Chieko era a segunda esposa de Kajiwara e que Sadao é o filho do primeiro casamento que Kajiwara teve.
Vários anos depois, Okazuki visita Chieko novamente. Chieko conta que acabou de discutir com Sadao porque, ao preparar o material para sua inscrição na universidade, Sadao consultou sua certidão de nascimento e descobriu o segredo de seus progenitores. Okazuki explica a Sadao que o engano foi necessário porque permitiu que Chieko tratasse Sadao como seu próprio filho. A princípio, Sadao reclama que sentiu-se enganado, mas depois pede desculpas à mãe, tudo isso enquanto chora.
Sadao convence um amigo da equipe de remo da universidade, Hattori (Chishū Ryū), a deixar o bordel em que mora. Ele pede dinheiro emprestado a Chieko para pagar as dívidas de Hattori, mas logo depois ele descobre que Chieko pediu a Kosaku para cancelar uma viagem cara que ele estava planejando. Sadao tenta devolver o empréstimo, mas Chieko recusa, então ele dá o dinheiro a Kosaku para pagar a viagem do irmão. A princípio, Chieko resiste, mas quando os filhos apontam que ela sempre trata Sadao de maneira mais favorável do que Kosaku, ela cede.
Enquanto Kosaku fica fora de casa, Sadao novamente discute com Chieko que ela está tratando seus filhos de maneira diferente. Mais tarde, Kosaku questiona a Sadao por que ele deixou a mãe deles chateada. Kosaku fica com raiva e ataca repetidamente Sadao, que sai furioso. Para explicar o comportamento de Sadao, Chieko revela a verdade sobre a maternidade do irmão mais velho para Kosaku.
No próximo dia, Chieko encontra Sadao no bordel e implora para que ele volte para casa, mas ele se recusa. Depois que Chieko vai embora, uma faxineira pede a Sadao que reconsidere o pedido de sua mãe. Comovido com as palavras da empregada, ele volta para casa e a família se reconcilia novamente.
No próximo dia, Chieko encontra Sadao no bordel e implora para que ele volte para casa, mas ele se recusa. Depois que Chieko vai embora, uma faxineira pede a Sadao que reconsidere o pedido de sua mãe. Comovido com as palavras da empregada, ele volta para casa e a família se reconcilia novamente.

## Elenco

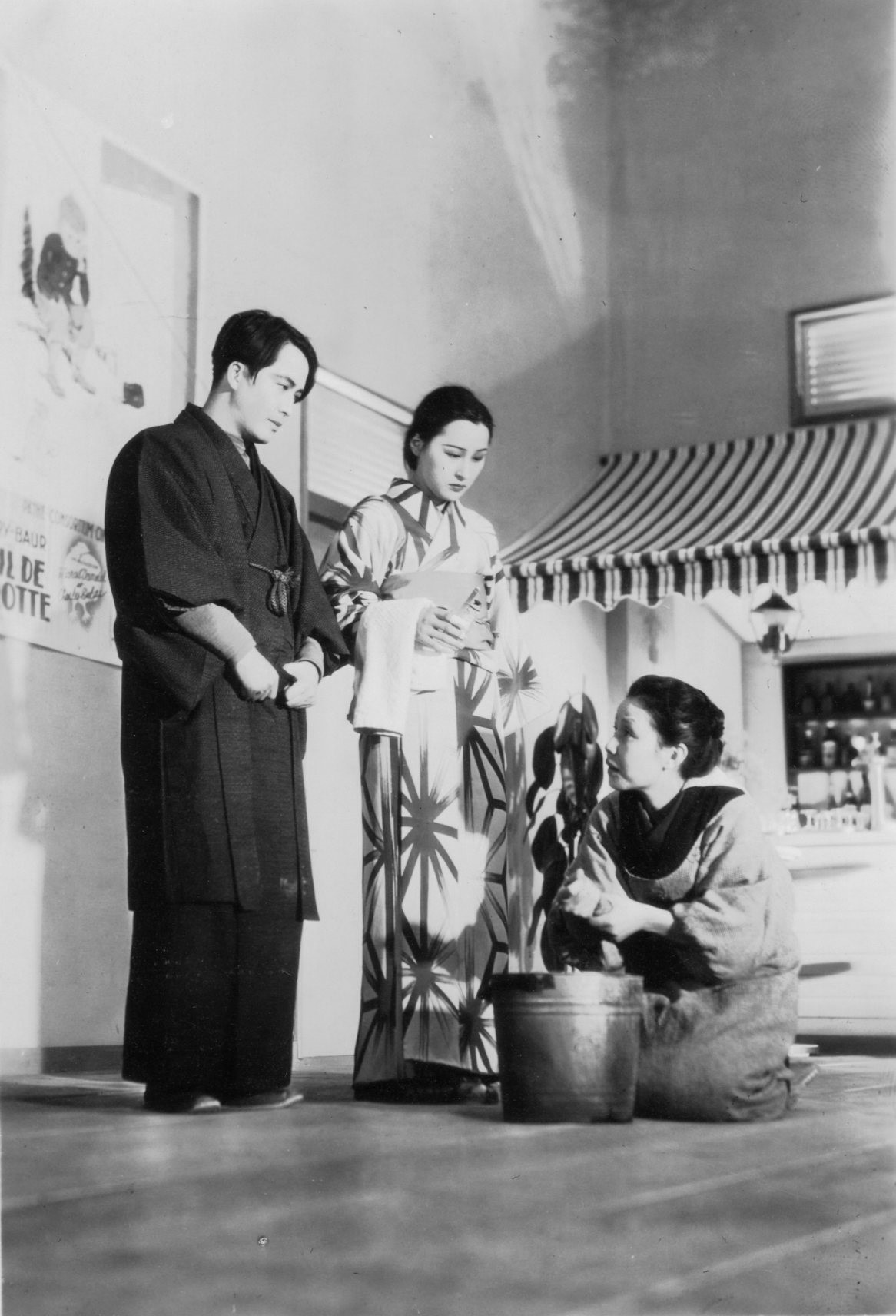
Os atores (da esquerda à direita) Den Obinata, Yumeko Aizome e Chōko Iida em cena do filme

- Yukichi Iwata como Kajiwara (cenas suas faltando nos rolos de filme sobreviventes)
- Mitsuko Yoshikawa como segunda esposa de Kajiwara
- Den Obinata como Sadao adulto, filho de Kajiwara com sua primeira esposa
- Seiichi Kato como Sadao jovem
- Koji Mitsui como Kosaku adulto, filho de Kajiwara com sua segunda esposa (creditado como Hideo Mitsui)
- Akio Nomura como o Kosaku jovem
- Shinyo Nara como Okazaki, amigo de Kajiwara
- Kyoko Mitsukawa como Kazuko
- Chishū Ryū como Hattori, amigo de Sadao
- Yumeko Aizome como Mitsuko, uma prostituta
- Junko Matsui como Ranko
- Choko Iida como empregada doméstica

## Mídia doméstica
Em 2011, o BFI lançou um DVD para a Região 2 em Dual Format (Blu-ray + DVD) do filme Akibiyori de Ozu, com Haha o kowazuya adicionado como um bônus, mas com as primeiras e últimas de cenas do longa faltando.